# Hasely Crawfordstadion
Het Hasely Crawfordstadion is een multifunctioneel stadion in Port of Spain, Trinidad en Tobago. Het stadion wordt vooral gebruikt voor voetbalwedstrijden, de voetbalelftal van Trinidad en Tobago maakt gebruik van dit stadion. In het stadion is plaats voor 23.000 toeschouwers. Het stadion werd formeel op 12 juni 1982 geopend door de premier van Trinidad, George Chambers. Hasely Crawford was een sprinter uit Trinidad die een olympische gouden medaille won, in 1976 werd hij de eerste olympisch kampioen van zijn land.

## Internationaal toernooi
Tussen 5 en 25 september 2010 werd in Trinidad en Tobago het Wereldkampioenschap voetbal vrouwen onder 17 - 2010 gespeeld. Er waren 2 groepswedstrijden, de troostfinale tussen Spanje en Noord-Korea (1–0) en de finale tussen Zuid-Korea en Japan (3–3).